# Leon Czolgosz

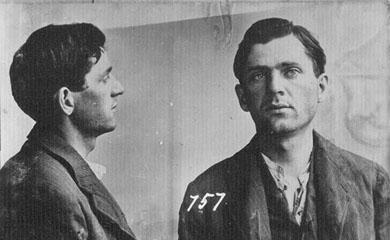
Fotos promptuàries de Czolgosz.

Leon Czolgosz (Detroit, 1873 - Auburn, 29 d'octubre de 1901) va ser un anarquista que va assassinar el President dels Estats Units William McKinley en disparar-li dues bales a boca de canó el 6 de setembre de 1901.
Czolgosz era un fill d'immigrants polonesos que va néixer a l'estat de Michigan, als Estats Units. Després de contemplar diverses vagues en la seva joventut, es va sentir atret per l'anarquisme, raó pel qual es va dedicar a llegir texts socialistes i anarquistes. Afirmava haver llegit amb especial interès els escrits d'Emma Goldman i Alexander Berkman.
El 6 de setembre de 1901, durant l'Exposició Pan-Americana s'acostà a curta distància del president McKinley, qui va creure que es tractava d'un admirador. Va menysprear la mà que li va tendir el president i a canvi va desenfundar el seu revòlver i li va disparar dos trets a boca de canó, provocant-li ferides de gravetat que el tindrien a la vora de la mort fins al 14 de setembre, data que va morir. Czolgosz va ser sotmès a un judici sumari amb d'un gran jurat. El procés en total va durar vuit hores des de la selecció del jurat fins al dictamen de la sentència que el condemnaria a morir en la cadira elèctrica. La sentència es va executar el 29 d'octubre a la presó federal situada en la localitat d'Auburn a l'estat de Nova York. Les seves últimes paraules foren:
| « | Jo vaig matar el president perquè era un enemic de la gent bona, dels bons treballadors. No tinc cap remordiment pel meu crim | » |

A continuació va assenyalar: 
| « | Lamento no poder veure el meu pare | » |

L'escriptora Emma Goldman va mostrar simpatia per ell i el va defensar encara que no va donar suport al magnicidi. A Xile un grup denominat Fracción Autónoma de Ataque León Czolgosz, que s'ha atribuït atemptats en la dècada de 2000. Czolgosz és un dels personatges del musical Assassins, de Stephen Sondheim.